# Louise Groslimond
Lousie Groslimond, född (uppgift saknas), död (uppgift saknas), var en schweizisk) friidrottare med kastgrenar som huvudgren. Groslimond var världsrekordhållare i flera grenar och blev guldmedaljör vid damolympiaden 1923 i Monte Carlo och 1924 i London och var en pionjär inom damidrott.

## Biografi
Louise Groslimond var aktiv friidrottare och gick senare med i idrottsföreningen "Fémina-Sport Genève" i Genève.
1922 deltog Groslimond som en av sju schweiziska deltagare (övriga var Marguerite Barberat, Adrienne Kaenel, Lavanchy, Muller, Francesca Pianzola och Reymond-Barbey) vid den första ordinarie damolympiaden den 20 augusti 1922 i Paris, under idrottsspelen tävlade hon i spjutkastning och diskuskastning. Hon klarade en fjärde plats i spjuktasning med 39,48 meter (tvåhands, enligt dåtida resultaträkning vid kastgrenarna kastade varje tävlande dels med höger hand och dels med vänster hand, därefter adderades respektive bästa kast till ett slutresultat) slagen av Lucile Godbold med endast 22 cm.
1923 deltog hon i Damspelen 4–7 april i Monte Carlo, under tävlingarna tog hon guldmedalj i spjutkastning före landsmaninnan Francesca Pianzola. Hon tävlade även i kulstötning där hon slutade på en femte plats, resultatet (tvåhands) 15,14 meter var schweiziskt rekord. Senare samma år förbättrade hon både världsrekordet i spjutkastning (tvåhands) till 48,64 meter och världsrekordet i diskuskastning (tvåhands) till 45,32 meter vid tävlingar i Antwerpen den 13 augusti.
1924 deltog Groslimond vid Damspelen på ”Stamford Bridge-stadion” i London, under tävlingarna tog hon åter guldmedalj i spjutkastning (tvåhands, med landsmaninnan Kaenel som bronsmedaljör). Under 1924 låg hon även på topp-8 listan (enhands) för världsårsbästa i diskuskastning.